# Феликс Арвер
Феликс Арвер (фр. Felix Arvers; Сези, 23. јул 1806 — Париз, 7. новембар 1850) је био француски романтичарски песник, следбеник интимистичке поезије Сент-Бева.
Написао је и објавио само једну збирку песама, под насловом Моји празни часови (фр. Mes Heures perdues). Најпознатија из те збирке је песма Сонет. Посвећена је Марији, ћерки књижевника Шарла Нодјеа чији је салон Арвер ревносно посећивао.
У својим песмама није достигао висину знаменитих француских романтичара (Игоа, Ламартина, Вињиа, Нервала, Мисеа). Такве песнике често називају и „изгубљена деца романтизма“.